# Roberta D’Adda
Roberta D’Adda (* 5. Oktober 1981 in Vimercate) ist eine ehemalige italienische Fußballspielerin.

## Karriere

### Verein
Als Jugendliche spielte sie bei Calcio Femminile Verderio in der Provinz Lecco. 2000 wechselte sie zur ASD Fiammamonza, mit dem sie die italienische Meisterschaft 2006 und den Supercup 2006 gewann.
2008 folgte der Wechsel zum Calcio Femminile Bardolino; dort errang sie erneut den Supercup. Im Jahr 2010 wechselte sie zu ACF Brescia. Dort spielte sie insgesamt sieben Jahre und gewann in den Jahren 2014 und 2016 die italienische Meisterschaft. Im Sommer 2017 schloss sie sich der US Sassuolo Calcio an, ein Jahr später wechselte sie zu Inter Mailand. Dort beendete sie 2020 ihre Karriere.

### Nationalmannschaft
In der italienischen Nationalmannschaft kam sie 42-mal zum Einsatz. Bei der Fußball-Europameisterschaft der Frauen 2009 in Finnland erreichte sie das Viertelfinale.

## Erfolge
- Italienische Meisterin: 2008/09, 2013/14, 2015/16